# Erich Segal
Erich Wolf Segal (Nova Iorque, 16 de junho de 1937 - Londres, 17 de janeiro de 2010) foi um autor, roteirista, educador e classicista americano. Era mais conhecido por escrever o romance best-seller Love Story (1970) e o filme de sucesso de mesmo nome.

## Biografia
Filho de um rabino, Segal frequentou a Midwood High School no Brooklyn e viajou para a Suíça a fim de fazer cursos de verão. Estudou no Harvard College, graduando-se como poeta de classe e latim salutatoriano em 1958, e depois obteve seu mestrado (em 1959) e um doutorado (em 1965) em literatura comparada pela Universidade Harvard.
Segal foi professor de literatura grega e latina na Universidade de Harvard, na Universidade Yale e na Universidade de Princeton. Ele fora bolsista supranumerário e honorário do Wolfson College da Universidade de Oxford.

## Morte
Segal, que sofria da doença de Parkinson, morreu de ataque cardíaco em 17 de janeiro de 2010 e foi enterrado em Londres. Em um elogio proferido em seu funeral, sua filha Francesca disse: "Que ele lutou para respirar, lutou para viver, cada segundo dos últimos 30 anos de doença com tal obstinação alucinante, é um testemunho do núcleo de quem ele era - uma obsessão cega que o viu seguir seus ensinamentos, seus escritos, suas corridas e minha mãe, com a mesma tenacidade. Ele era o homem mais obstinado que qualquer um de nós jamais conhecerá."